# 福島県道230号矢祭山八槻線

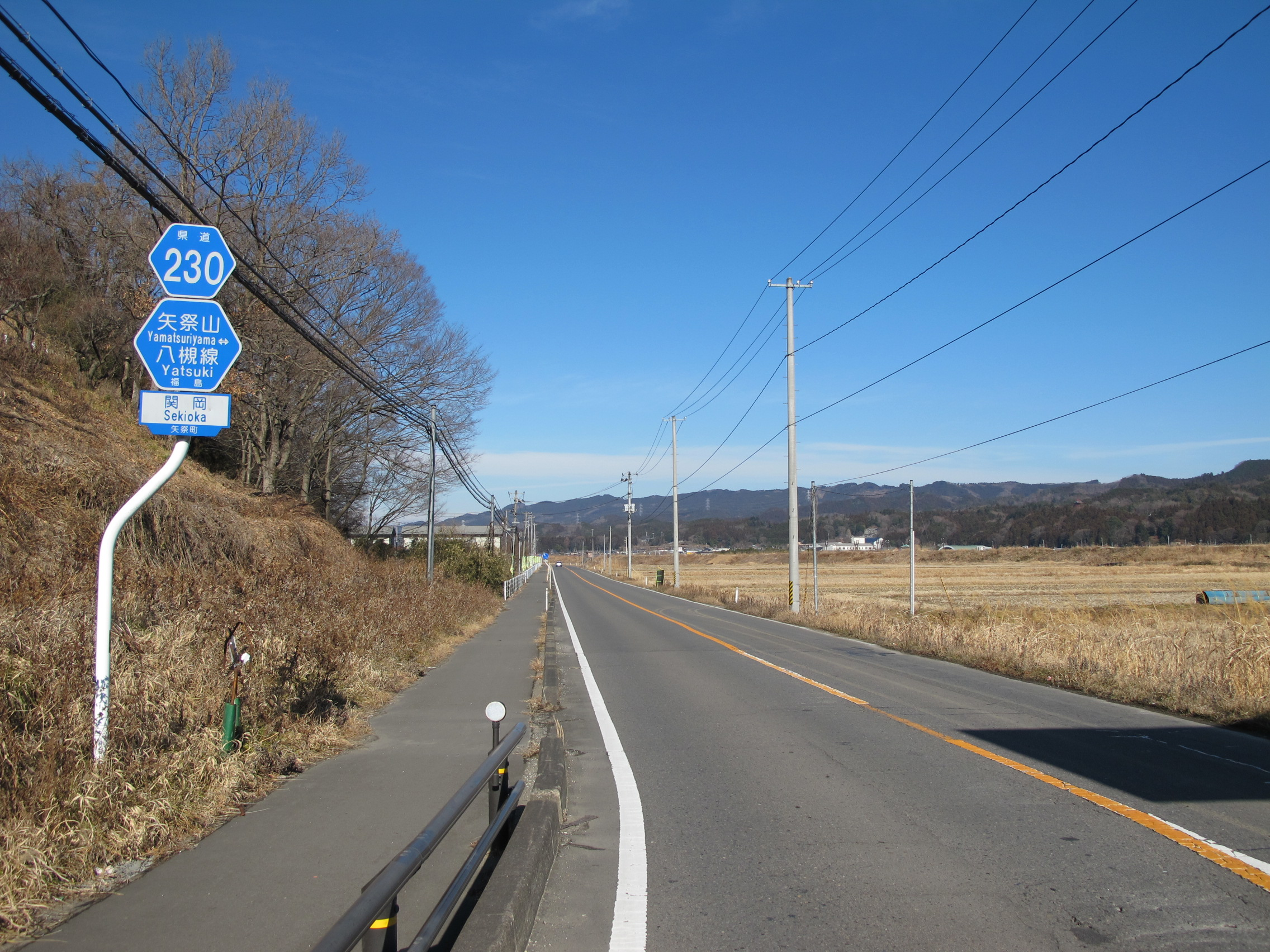
福島県道230号矢祭山八槻線
矢祭町関岡（2014年1月）

福島県道230号矢祭山八槻線（ふくしまけんどう230ごう やまつりやまやつきせん）は、福島県東白川郡矢祭町から棚倉町に至る一般県道である。

## 路線概要
- 起点：東白川郡矢祭町大字関岡字鳶ヶ沢148-70
- 終点：東白川郡棚倉町大字八槻字松岡181-27
- 総延長：11.651 km[1]
  - 実延長：総延長に同じ
- 路線認定年月日：1959年8月31日[2]

### 重用区間
- 福島県道・茨城県道196号石井大子線（東白川郡塙町植田字喜平太郎～同郡同町植田字後沢）

## 通過する自治体
- 東白川郡矢祭町 - 塙町 - 棚倉町

## 接続・交差する道路
- 矢祭町内
  - 国道118号（関岡字鳶ヶ沢 起点）
- 塙町内
  - 福島県道・茨城県道196号石井大子線 大子方面（植田字喜平太郎）
  - 福島県道・茨城県道196号石井大子線 JR磐城石井駅方面（植田字後沢）
- 棚倉町内
  - 国道118号（八槻字松岡 終点）

## 沿線
- 久慈川 - 全線が右岸に沿い、国道118号が対岸に沿う。
- 滝ノ沢温泉
- 福島県立塙工業高等学校